# Коппель, Юлиус
Юлиус Коппель (дат. Julius Koppel; 15 сентября 1910 — 17 апреля 2005) — датский скрипач и альтист. Брат композитора Хермана Давида Коппеля.
Окончил Копенгагенскую консерваторию, ученик Торвальда Нильсена. В 1934 г. поступил скрипачом в Королевскую капеллу, в 1939—1979 гг. её концертмейстер. В 1945 г. основал собственный струнный квартет, в котором играл на альте на протяжении 25 лет, — первой скрипкой квартета была его жена Эльсе Мария Брун. Вместе с ней Коппель записал Концерт для скрипки и альта с оркестром своего брата, двойной концерт Иоганна Себастьяна Баха и некоторые другие произведения. Творческое содружество связывало семью Коппелей также с Вагном Хольмбоэ: в 1942 г. братья Коппель впервые исполнили его Сонату для скрипки и фортепиано № 2, а в 1947 г. в исполнении Юлиуса Коппеля и Брун впервые прозвучал Концерт для скрипки и альта с оркестром Хольмбоэ, написанный специально для них и выражающий радость композитора в связи с тем, что в 1943 г. супругам удалось благополучно бежать из оккупированной Дании в Швецию, избежав готовившейся нацистами расправы над датскими евреями.
Дочь Брун и Коппель — актриса Сусанна Брун-Коппель (род. 1936).